# Virtua Fighter (serie animata)
Virtua Fighter (バーチャファイター?, Bācha Faitā), è una serie televisiva anime di 35 puntate, basata sui videogiochi Virtua Fighter e Virtua Fighter 2, creati e sviluppati da Sega-AM2. Trasmessa originariamente in Giappone su TV Tokyo tra il 1995 e il 1996, si è poi diffusa in tutto il mondo.
In Italia è stata pubblicata in VHS editoriali a cura della Hobby & Work e contemporaneamente trasmessa su Junior TV dal maggio 1997. Verso la fine degli anni 2000 è stata replicata su Cooltoon ed in seguito su You&Me.

## Trama
(Akira Yuki, prima della sigla)
La serie vede come protagonista Akira Yuki, nel ruolo del personaggio (un po' stereotipato) scanzonato, pigro e sempre affamato, ma fortissimo, dal cuore puro e sempre schierato dalla parte del bene. Giunto a New Los Angeles, Akira dovrà proteggere Pai Chan, braccata da un gruppo criminale, il Koenkan, che ha lo scopo di rapirla e destinarla in matrimonio a Ryu Kaurun, discepolo di Lau Chan, padre di Pai. A New Los Angeles, Akira incontrerà anche i fratelli Jacky e Sarah Bryant, per poi unirsi in viaggio insieme a loro. A New Las Vegas, però, il Koenkan, mettendo sotto incarico il ninja Kagemaru, rapisce Sarah per portare avanti i propri studi, tramite la dottoressa Eva Durrix per la creazione di un combattente perfetto, prima facendole il lavaggio del cervello e poi creando un robot (Dural) combattente con le sue caratteristiche. Akira, Pai e Jacky devono quindi affrontare una serie di avventure e combattimenti, incontrando personaggi amici e nemici, tra cui i personaggi Jeffrey, Wolf, Leon per salvare Sarah. Ritrovatala, grazie anche a Kagemaru, Akira e i suoi amici devono stavolta muoversi per salvare Pai dal matrimonio combinato con Ryu Kaurun. Sventato il matrimonio, anche grazie all'aiuto del maestro Shun Di, Akira e gli altri hanno un nuovo scontro con la Dural della dottoressa Eva Durix, dove escono vittoriosi, mentre il robot e la dottoressa rimangono imprigionati nell'edificio in fiamme, ma Eva riuscirà a salvarsi e a costruire una nuova Dural.
La seconda parte della serie anime si svolge a tre anni di distanza. Pai e Jacky hanno coronato i rispettivi sogni di diventare attrice e pilota di formula Indy. Partiti per andare a trovare Akira scoprono di essere, insieme ai loro amici, su una lista. Con l'aiuto di Leon scoprono che un'organizzazione criminale sta finanziando gli studi della dottoressa Durix, scampata dall'incendio ora tornata per vendicarsi, per la costruzione di una nuova Dural, e per farlo stanno raccogliendo informazioni sui più forti combattenti sulla Terra. Per fermare Akira, la dottoressa si fa aiutare da Onimaru, cresciuto nel villaggio di Hagakure e che vuole farla pagare a Kagemaru, divenuto capo del villaggio al suo posto, uccidendo i suoi amici. Akira e i suoi amici però riescono a sconfiggere Dural Gold e stavolta in maniera definitiva, con Eva che muore precipitando in un baratro. La lista di combattenti rimane nelle mani dell'organizzazione e l'anime si conclude con l'immagine dei protagonisti del videogioco contro Dural e una voce che dice Arrivederci al livello di gioco superiore.
La prima serie dell'anime presenta la particolarità della presenza di una documentazione tecnica delle varie tecniche di combattimento: le tecniche e le relative mosse vengono spiegate interrompendo il corso della storia e aprendo un filmato al rallentatore dei movimenti eseguiti dai personaggi in cui il narratore ne spiega i punti essenziali. Queste tecniche vengono eseguite dai personaggi (essenzialmente Akira) per l'attacco finale (il "colpo di grazia") contro un capo o personaggio importante del Koenkan.

## Personaggi
I personaggi della storia sono le controparti della serie videoludica Virtua Fighter 1 e 2, mentre altri sono stati inventati apposta per l'anime.

### Principali
- Akira Yuki, il protagonista della serie, ama mangiare ed è pigro ma è anche un formidabile maestro di arti marziali. Akira combatte solo quando vede qualcuno in difficoltà. In questa trasposizione animata è ben diverso dal videogioco: è un personaggio amante del cibo, spiritoso e a volte impacciato, a differenza della controparte del videogioco dove è invece un ragazzo serio e disciplinato.
- Pai Chan, una ragazza cinese con lunghi codini, ha un contrasto con suo padre Lao Chan. Litiga spesso con Akira e si arrabbia facilmente.
- Jacky Bryant, un pilota di Formula Indy che viaggia con sua sorella Sarah quando non gareggia. Molto geloso di lei, è un grande fan di Bruce Lee ed il "rampollo" (anche se più volte rinnega la sua condizione) di una famiglia ricca.
- Sarah Bryant, è una ragazza gentile e generosa, bella e formosa. Porta sempre con sé uno scoiattolo, Alexander, e aiuta il fratello Jacky come Race queen durante le corse. Verrà catturata da Eva Durix e diventerà una nemica nel corso della serie a causa di un lavaggio del cervello che la trasforma nel "Soldato perfetto". All'inizio della serie ha una cotta per Akira ma successivamente verrà attratta da Kagemaru.
- Alexander, è lo scoiattolino di Jacky e Sarah, mascotte del gruppo. Esiste solo nell'anime.
- Leon Rafalle, è l'erede della famiglia Rafalle, che gestisce una potente compagnia con sede in Francia. Detesta questa sua eredità e odia suo padre; diventerà amico di Akira e lo aiuterà durante la ricerca dei suoi amici in Europa. Nella seconda serie diventerà una delle vittime dell'organizzazione cercando di aiutare i suoi amici grazie alla sua posizione nella società del padre, che collabora col misterioso gruppo, oltre che per il fatto di essere un esperto di arti marziali
- Dural, androide creato dalla dottoressa Eva Durix, già di base è programmata con tutte le tecniche di lotta nei più abili professionisti della serie, capace di migliorarsi più combatte aumentando forza e capacità generali; tuttavia è solo una macchina programmata e quindi incapace di reagire agli imprevisti La versione finale, Dural Gold, è stata migliorata, fornendogli le onde cerebrali tramite dei dispositivi speciali, Eva riesce a darle la "fantasia" cioè la possibilità di adattarsi alle situazioni e non agire come un limitato programma, diventando una vera e propria intelligenza artificiale autonoma (sebbene sempre sottomessa agli ordine della sua padrona e creatrice)

### Kohenkan
- Ryu Kaurun, promesso sposo di Pai e vicemaestro del Kohenkan, nonché discepolo di Lau Chan. È il responsabile della trasformazione del Kohenken da scuola di arti marziali in organizzazione criminale. Avrà una conversione finale, in cui confesserà al suo maestro Lau di non aver desiderato altro che poter essere come lui, pentendosi di ciò che ha fatto con il Kohenken. Verrà ucciso da Dural, nel tentativo di difendere il suo maestro dalla creatura meccanica.
- Eva Durix, creatrice di Dural e scienziata al servizio di Ryu Kaurun (col quale sembra anche avere un rapporto oltre il professionale) ed ha dato lei ordine a Kagemaru di rapire Sarah per trasformarla in una super guerriera. Donna sadica, crudele, intelligente, e spietata, è lei a uccidere Ryu sparandogli e si dichiara disposta a uccidere chiunque pur di raggiungere i propri scopi. Quando Akira sconfigge il suo robot finale nella seconda serie rischia di precipitare in un baratro ma viene salvata da Akira che le dice che, nonostante meriti di morire, deve sopravvivere per espiare le proprie colpe. Eva, in quel momento, capisce qual è la vera forza di Akira, ma dice al ragazzo di non poter accettare il futuro che lui le voleva offrire e lascia la sua mano, precipitando e morendo con il sorriso sul volto.
- Sorelle Owen, sono due sorelle (Elisa e Isabell) al servizio del Kohenken, sono i capi della sede distaccata di Amsterdam e controllano le operazioni del gruppo in tutta l'Europa. Compaiono due volte nel corso della storia, la prima volta vengono sconfitte da Akira e Leon, tuttavia riescono a fuggire e vengono definitivamente messe Knock-out da Sarah (mentre era influenzata da Eva). La seconda volta attirano i protagonisti nella prima classe di un volo aereo diretto a Hong Kong (dove vi è la sede centrale del KohenKan) e combattono insieme ad un loro manipolo di guerriere le Amazzoni Owen. Vengono messe Knock-out dai protagonisti e in seguito arrestate, ma la nella polizia stessa militano numerosi membri dell'organizzazione marziale criminale. Elisa veste con abiti principeschi e usa come armi dei ventagli, in realtà composti da lame d'acciaio che possono lanciare aculei velenosi, sono molto taglienti e, nel caso finiscano gli aculei, possono essere lanciati direttamente come se fossero pugnali. Isabell indossa abiti più maschili, uno smoking violaceo con sotto una camicia bianca. Tengono molto l'una all'altra, al punto che quando vede la sorella sconfitta, Isabell decide subito per la fuga.
- Jimmy Gates, è il comandante supremo del Kohenkan negli Stati Uniti. All'apparenza si mostra come un ragazzino tra i 12 e i 15 anni, ma in realtà è un uomo molto astuto e spietato; nonostante il fisico appaia così fragile, è molto forte, tanto da poter competere con Akira e uccidere a mani nude un suo sottoposto. Gestisce tra l'altro un casinò sotterraneo dove si svolgono incontri illegali di lotta. Disprezza profondamente l'amicizia che lega i protagonisti e non la capisce, ma alla fine Akira riuscirà a farselo amico e questi lo aiuterà a lasciare l'America e raggiungere i suoi compagni.
- Yan Wei Min è l'inviato speciale di Ryu negli Stati Uniti per ritrovare e recuperare la sua promessa sposa Pai. Tenterà più volte di recuperarla e sbarazzarsi di Akira, ma fallirà. Alla fine verrà eliminato dall'Organizzazione stessa. Ha un fratello minore (pressoché identico di aspetto) che apparirà a Hong Kong.
- Yan Hong, è il fratello minore di Yan Wei Min, essendo più giovane si ritiene anche più forte di suo fratello. Coi suoi uomini si finge della polizia e arresta le sorelle Owen appena l'aereo dei protagonisti arriva a Hong Kong, dopodiché passa ad occuparsi di loro, inseguendoli per mezza città.

### L'Organizzazione
Nemici principali della seconda serie. Sono un gruppo di potenti uomini che hanno influenza politica ed economica assoluta su tutto il pianeta; si ignorano le sue origini, ma risulta influenzare i disordini mondiali ai tempi di Hitler e persino di Napoleone. Hanno apparentemente il totale controllo sulla "Rafalle Company", sono conosciuti e temuti da diversi individui di rilievo del pianeta; loro particolare interesse è la guerra conseguentemente sono molto interessati a "Durral" come nuovo sicario e soldato perfetto; inoltre i ninja di Onimaru lavorano per loro conto. Non verranno mai rivelate le loro identità, si mostrano sempre in penombra attraverso dei monitor a quasi tutti i loro sottoposti, eccetto Eva ai cui è concesso incontrarli personalmente. I leader sembrano essere sei individui di alto status sociale (quattro uomini e due donne). Il loro quartier generale è situato nelle montagne dell'Himalaya.
- Vandoll Rafalle, padre di Leon e presidente della "Rafalle Company", compare marginalmente nella prima serie, come conoscente di Ryu e interessato al lavoro della Dott.ssa Durrix con cui sarà costretto a collaborare nella 2ª serie dall'Organizzazione. La sua società si occupa dello sviluppo bellico-militare per conto dell'Organizzazione
- Dott. Ivanoff è il capo delle ricerche tecnologico della "Rafalle Company", ammira profondamente il lavoro della dott.ssa Durrix e collaborerà con lei per lo sviluppo di Durral Gold
- Onimaru, in gioventù era nello stesso villaggio di Kagemaru si sfiderà con lui per diventare capo del loro villaggio, ma, pur vincendo, gli verrà negato dal precedente capo di succedergli ritenendolo troppo spietato, preferendo Kagemaru per la sua lealtà, quindi lo abbandonerà il luogo, diventando un criminale mercenario. Verrà assoldato con un esercito ninja dall'Organizzazione per ricercare gli obbiettivi necessari allo sviluppo di Durral. Dopo una pesante sconfitta subita da Akira deciderà di fare da cavia lui stesso per il perfezionamento di Durral con le onde cerebrali, lo scontro lo porterà alla morte, ma prima di spirare si congratulerà con Dural, augurandosi che uccida tutti i suoi nemici.

## Doppiaggio
| Personaggio            | Doppiatore originale | Doppiatore italiano                                 |
| ---------------------- | -------------------- | --------------------------------------------------- |
| Akira Yuki             | Shin'ichirō Miki     | Alessandro Quarta                                   |
| Pai Chan               | Naoko Matsui         | Federica De Bortoli                                 |
| Sarah Bryant           | Maya Okamoto         | Barbara De Bortoli                                  |
| Jacky Bryant           | Yasunori Matsumoto   | Vittorio Guerrieri                                  |
| Jacky Bryant (bambino) |                      | Monica Ward                                         |
| Kagemaru               | Kiyoyuki Yanada      | Giorgio Locuratolo                                  |
| Lau Chan               | Shigeru Chiba        | Dario De Grassi                                     |
| Eva Durricks           | Atsuko Tanaka        | Laura Lenghi                                        |
| Leon Raphale           | Tetsuya Iwanaga      | Stefano Crescentini                                 |
| Jeffry McWild          | Ryūzaburō Ōtomo      | Diego Reggente (1ª voce) Pierluigi Astore (2ª voce) |
| Wolf Hawkfield         |                      | Andrea Ward (1ª voce) Maurizio Reti (2ª voce)       |
| Ryo Kau Run            |                      | Maurizio Romano                                     |
| Yan Wei Nin            |                      | Christian Iansante                                  |
| Jack Moreno            |                      | Oliviero Dinelli                                    |
| Isabel Owen            |                      | Monica Ward                                         |
| Sig. Davis             |                      | Marco Bolognesi                                     |
| Jimmy Gates            |                      | Giorgio Borghetti                                   |
| Ni Ho                  |                      | Monica Ward                                         |
| Gao                    |                      | Massimo Rinaldi                                     |
| Shun Di                |                      | Vittorio Battarra                                   |
| Clyde                  |                      | Luciano Roffi                                       |
| Sig. Briant            |                      | Mauro Gravina                                       |
| Onimaru                |                      | Marco Bolognesi                                     |
| Pops                   |                      | Vittorio Battarra                                   |
| Voce narrante          | Shigeru Chiba        | Mauro Gravina                                       |

## Episodi
| Nº | Titolo italiano Giapponese 「Kanji」 - Rōmaji | In onda          | In onda     |
| Nº | Titolo italiano Giapponese 「Kanji」 - Rōmaji | Giapponese       | Italiano    |
| 1  | Il primo bacio 「八極拳の晶 登場!」 - hachi kyoku kobushi no aki tōjō! | 9 ottobre 1995   | maggio 1997 |
| 1  | Giunto a New Los Angeles dopo un lungo viaggio, stanco ma soprattutto molto affamato Akira Yuki accetta la proposta di un ristorante di mangiare 50 porzioni di ravioli all'aglio entro un certo limite di tempo. Tutto gratuito se vengono rispettate tale condizioni. Improvvisamente si ritrova a difendere una ragazza da un gruppo di un'organizzazione di malviventi molto nota a Chinatown, il Koenkan. Akira si rivelerà, oltre ad avere una fame insaziabile, essere anche un abile e valido combattente di arti marziali. |                  |             |
| 2  | Il grido di Wei 「心の叫び」 - kokoro no sakebi | 16 ottobre 1995  |             |
| 2  | Salvata Pai, questa viene nascosta nel ristorante dove Akira è diventato ormai un cliente abituale, in quanto ancora ricercata dall'organizzazione del Koenkan. Questa pur di riavere la ragazza arriva a tenere sotto ostaggio un bambino. Akira e Pai corrono così a riprenderselo. |                  |             |
| 3  | Due nuovi amici 「美しき兄妹拳士登場」 - utsukushi ki kyōdai kobushi samurai tōjō | 23 ottobre 1995  |             |
| 3  | Akira partecipa ad una gara di mangiatori di bistecche per l'inaugurazione di una nuova bisteccheria in città. Con lui anche Pai in incognito. L'organizzatore però è un uomo in combutta con il Koenkan e rapisce la ragazza. |                  |             |
| 4  | Scontro a Chinatown 「決戦中華街(チャイナタウン)」 - kessen chūkagai (chainataun) | 30 ottobre 1995  |             |
| 4  | Akira, Pai, Jacky e Sarah sconfiggono definitivamente il Koenkan liberando Chinatown e i loro abitanti dalla loro tirannia. |                  |             |
| 5  | Le otto stelle 「星を求めて」 - hoshi wo motome te | 6 novembre 1995  |             |
| 5  | Akira racconta il motivo del suo viaggio mentre è diretto insieme a Pai, Jacky e Sarah a New Las Vegas. Durante il cammino però troveranno il Koenkan a intralciargli la strada. Ian, sconfitto ancora una volta da Akira e fallito nell'ennesimo tentativo di catturare Pai, viene eliminato da Ryu Kaurun, il capo dell'organizzazione criminale. |                  |             |
| 6  | La corsa di Jacky 「激闘の陰で」 - gekitō no in de | 13 novembre 1995 |             |
| 6  | Mentre Jacky è impegnato in una gara automobilistica di formula indy, la sorella viene rapita da Kagemaru, ninja assoldato dalla scienziata Eva Durrix a tale scopo. |                  |             |
| 7  | Il rapimento di Sarah 「宿命の二人」 - shukumei no futari | 20 novembre 1995 |             |
| 7  | Grazie all'aiuto dello scoiattolo Alexander, Akira scopre dove viene rinchiusa Sarah. Dopo esser precipitato in una piscina da molti metri d'altezza nel vano tentativo di salvarla dall'elicottero che la stava dirigendo al centro ricerche di Eva Durrix, affronta e viene sconfitto da Kagemaru, il ninja che ha rapito Sarah su commissione della spietata scienziata. |                  |             |
| 8  | Il passato di Pai 「悲しい過去」 - kanashi i kako | 27 novembre 1995 |             |
| 8  | Jacky scopre grazie alla sua rete informatica utilizzata dal suo maggiordomo tutti i centri ricerche presenti sul lago salato, ma soprattutto che il centro ricerche Durrix è finanziato dal Koenkan. Inizialmente un centro di arti marziali, diviene un'organizzazione criminale grazie a Ryu Kaurun, l'allievo prediletto di Lau Chan, fondatore del Koenkan e padre di Pai. Jacky crede che vi sia invischiata anche Pai in tutto ciò, ma la ragazza racconta la sua vita, del rapporto difficile col padre, dei rancori nei suoi riguardi per aver lasciato morire la madre e del perché il Koenkan è sulle sue tracce. Ryu Kaurun vuole sposarla affinché erediti tutta l'organizzazione fondata da suo padre. |                  |             |
| 9  | Ricercati! 「指名手配!」 - shimeitehai! | 4 dicembre 1995  |             |
| 9  | Akira e Jacky sono ricercati perché accusati di aver fatto esplodere una stazione di servizio. Fermi ad un piccolo villaggio per ristorarsi e cambiare una gomma al camper su cui viaggiano, lo sceriffo li riconosce, e da loro la caccia. Intanto degli uomini del Koenkan si fingono agenti federali e cercano di prelevare Pai, già messa in prigione precedentemente dallo sceriffo prima di mettersi all'inseguimento di Akira e Jacky. Questi poi scopre il bluff da parte del Koenkan e aiuta i ragazzi, che li considera ormai innocenti, a recuperare Pai dall'organizzazione. |                  |             |
| 10 | Duello sul lago salato 「湖上の死闘」 - kojō no shitō | 11 dicembre 1995 |             |
| 10 | Akira, Pai e Jacky giungono al lago salato ove si trova il centro di ricerche Durrix per liberare Sarah. Giunti all'interno di esso, affrontano degli automi sperimentali, che servono ad Eva per prendere informazioni sui loro stili di combattimento. Tuttavia, non riescono a trovarla e vengono arrestati con l'accusa di violazione di proprietà privata. |                  |             |
| 11 | Il sogno di Pai 「夢みるパイ」 - yume miru pai | 18 dicembre 1995 |             |
| 11 | Akira e Pai vengono rilasciati di prigione per il ritiro della denuncia contro di loro da parte del centro sperimentale Durrix, ma devono liberare Jacky, che rimane in cella per aver precedentemente aggredito delle guardie. Decidono dunque di lavorare per potersi guadagnare i soldi e farlo uscire su cauzione. Una volta liberatolo, i tre amici ricevono una telefonata da Sarah in un motel, la quale dice di essere a New York. |                  |             |
| 12 | Fuga nella metropolitana 「地下鉄暴走」 - chikatetsu bōsō | 25 dicembre 1995 |             |
| 12 | Giunti a New York, Akira Pai e Jacky salvano un ragazzino di nome Jimmy da parte di alcuni membri del Koenkan. Jimmy rivela che anche sua sorella è stata rapita dall'organizzazione criminale e li ha visti portarsela via insieme a Sarah. I tre amici scovano i malfattori e li rincorrono in metropolitana. Ad inseguimento finito, vengono a sapere da parte di uno dei rapitori che le ragazze sono dirette in un casinò situato nei sotterranei della metropolitana per un torneo di arti marziali. |                  |             |
| 13 | Il casinò sotterraneo 「闇のリング」 - yami no ringu | 1º gennaio 1996  |             |
| 13 | Giunti al casinò sotterraneo, Akira, Pai, Jacky e Jimmy hanno l'opportunità di riavere le ragazze rapite, a patto che vincano un incontro di arti marziali senza regole. Akira si offre, affronta e supera Wolf Hawkfield, campione di wrestling. Ma a vittoria ottenuta, i patti non vengono rispettati e Pai, Jacky e Jimmy vengono catturati. |                  |             |
| 14 | Amici 「爆炎の彼方」 - bakuen no kanata | 8 gennaio 1996   |             |
| 14 | Jimmy esce allo scoperto e si rivela essere il capo del Koenkan negli Stati Uniti. Obbliga poi Jacky ad affrontare Akira per poter rivedere la sorella. Wolf Hawkfield intanto, preso dalla lealtà di come si è battuto Akira con lui, corre a liberarlo, con i suoi amici. Preso dalla rabbia per cotanta solidarietà e convinto che questa sia solo per i deboli, Jimmy Gates perde le staffe e lascia esplodere il casinò. Pai, Jacky e Wolf si salvano, mettendo al sicuro anche la gente che vi era all'interno di esso, ma Akira, che nel battersi con Jimmy cerca di fargli capire l'importanza dei valori che questi odia, non si vede. |                  |             |
| 15 | Un folle esperimento 「小さな舞姫」 - chiisa na mai hime | 15 gennaio 1996  |             |
| 15 | Pai e Jacky vanno a Gravenagen per continuare le ricerche su Sarah. Una volta arrivati sul luogo difendono una famiglia obbligata con la forza a firmare un contratto di vendita della loro abitazione al Koenkan, che vogliono la casa per utilizzarla come palestra per i loro allenamenti. |                  |             |
| 16 | Lupo di mare 「海の格闘士」 - umi no kakutō samurai | 22 gennaio 1996  |             |
| 16 | Akira e lo scoiattolo Alexander sono salvi grazie a Jimmy Gates, che si ricrede riguardo alla solidarietà tra gli uomini e li imbarca per Marsiglia grazie all'aiuto di Jeffry McWild, un uomo dedito completamente al mare con lo scopo di comprarsi una barca tutta sua per poter catturare uno squalo temibilissimo lungo otto metri. La Rafalle Company, un'industria di armi nucleari, vuole l'isola dove risiede Jeffry e la sua famiglia per i loro esperimenti e offre ad egli una barca molto equipaggiata in cambio della cessione dell'isola. Netto rifiuto del marinaio, che insieme ad Akira respinge gli attacchi dell'esercito privato della Rafalle guidata dal colonnello Jack Moreno. Nel frattempo, Pai e Jacky subiscono un altro attacco del Koenkan alla stazione di Gravenagen con a capo le sorelle Owen, mentre al centro sperimentale Durrix continuano gli esperimenti su Sarah. Kagemaru, stufo delle sevizie che serbano alla ragazza, evade dal centro portandosela via. |                  |             |
| 17 | Un ninja per Sarah 「貴公子登場」 - kikōshi tōjō | 29 gennaio 1996  |             |
| 17 | A Marsiglia Akira conosce Leon Rafalle, figlio di Vandoll proprietario della Rafalle Company. Stanco dei continui impegni familiari che gli impediscono di vivere come un ragazzo normale, Leon sfugge agli uomini che devono riportarlo a casa su ordine del padre. Akira lo aiuta nell'intento. Vandoll Rafalle si rivolge così al Koenkan e Akira si fa catturare per poter salvare Pai e Jacky prigionieri nella sede europea dell'organizzazione. Salvati gli amici, affronta insieme a Leon le sorelle Owen, che battono in ritirata dopo che la minore delle due viene sconfitta da Leon. Sul tetto dell'edificio ritrovano Sarah. |                  |             |
| 18 | Amara scoperta 「非情な再会」 - hijō na saikai | 5 febbraio 1996  |             |
| 18 | Sarah è diventata una specie di automa sotto il controllo di Eva e attacca il fratello Jacky rompendogli delle costole. Lo salva Kagemaru, che spiega poi la situazione ad Akira, Pai, lo stesso Jacky e Leon. Nel racconto pare che anche una società francese sia coinvolta con il centro di ricerche Durrix e il Koenkan. Leon vuole indagare per sapere se tale società sia di suo padre. Lo accompagna Pai, ma i due vengono attaccati da Sarah. Akira interviene a difenderli. |                  |             |
| 19 | Il segreto di Sarah 「新たな旅立」 - arata na tabi ritsu | 19 febbraio 1996 |             |
| 19 | Attraverso i suoi trattamenti, Eva è riuscita a privare di qualsiasi tipo di emozioni Sarah, e la controlla grazie ad un telecomando con il quale trasmette impulsi elettronici a degli orecchini che la ragazza ha indosso. Kagemaru scopre tutto e avvisa Akira e gli altri via telefono. Decidono dunque di andare in Germania a salvarla, ma prima devono fare i conti con l'esercito privato della Rafalle Company, tornati alla carica per riprendersi Leon. |                  |             |
| 20 | Fratello e sorella 「兄妹(きょうだい)の絆」 - kyōdai (kyōdai) no kizuna | 26 marzo 1996    |             |
| 20 | Kagemaru riesce a distruggere il telecomando che teneva Sarah schiavizzata da Eva, e Jacky, seppur combattendo contro il suo volere, riesce a farla tornare in se. Nel frattempo però, Ryu Kaurun, giunto dalla scienziata per punirla dopo aver tentato di distruggere il Koenkan in Europa. riesce a catturare Pai. |                  |             |
| 21 | Il grande maestro 「仙人と達人」 - sennin to tatsujin | 4 marzo 1996     |             |
| 21 | Mentre Akira, Jacky e Sarah volano ad Hong Kong per salvare Pai, Ryu incarica un cecchino di uccidere Lau Chan, suo maestro e padre della stessa Pai. Nonostante questi avverta la presenza del sicario, è Shun Di, maestro di Lau ad abbatterlo, ed informa il suo allievo sulla trasformazione del Koenkan sotto la guida di Ryu Kaurun. Lau Chan decide di andare ad Hong Kong per indagare, Akira Jacky e Sarah sconfiggono nuovamente le sorelle Owen che avevano teso loro un agguato nello stesso aereo che li portava in Cina. |                  |             |
| 22 | Hong Kong 「魔都・香港」 - mato. honkon | 11 marzo 1996    |             |
| 22 | Akira Jacky e Sarah devono vedersela con un intero esercito del Koenkan, mandato apposta da Ryu per non avere intralci durante lo svolgimento delle sue nozze con Pai. Grazie anche all'aiuto di Shun Di e Kagemaru, i tre amici respingono ogni tipo di attacco da parte dell'organizzazione e sventano il matrimonio forzato durante la sua fase conclusiva. Akira e Ryu si affrontano poi in combattimento ma vengono interrotti da Lau Chan. |                  |             |
| 23 | La fine del Koenkan 「D・始動」 - D. shidō | 18 marzo 1996    |             |
| 23 | Lau vuole punire Ryu per le sue malefatte. Akira nota nell'uomo la totale mancanza di compassione e lo affronta in combattimento. Arriva poi Shun Di a spiegare tali atteggiamenti. Sua moglie, nonché madre di Pai, era affetta da una malattia incurabile. Lau, incapace di curarla, trova nelle arti marziali l'unico modo di placare il suo dolore per la sua morte. Una volta constatato di persona su cosa è diventata la sua organizzazione, Lau Chan scioglie il Koenkan e ne dichiara la fine, promettendo di punirne tutti i componenti per i crimini commessi. Eva intanto raccoglie gli ultimi dati per il suo progetto, e decide di attivarlo contro Akira e gli altri. |                  |             |
| 24 | Durral la tecnoguerriera 「八つの星」 - yattsu no hoshi | 25 marzo 1996    |             |
| 24 | Dural è un cyborg con le fattezze identiche a Sarah e in grado di registrare le tecniche degli avversari mentre combatte, acquisendole e diventando più forte. Neppure esperti di arti marziali come Lau Chan e Shun Di possono nulla contro di lei. Sembra arrendersi anche Akira, ma ricordandosi poi degli insegnamenti di suo nonno, che gli diceva sempre su quanto fosse importante la forza interiore di un uomo, cambia marcia e la sconfigge. L'edificio dove si svolgono i combattimenti va a fuoco, Akira e i suoi amici si mettono in salvo fuggendo in elicottero. Eva e la sua creatura restano chiuse e periscono all'interno di esso. |                  |             |
| 25 | Tre anni dopo 「襲撃!謎の忍者軍団」 - shūgeki! nazo no ninja gundan | 18 aprile 1996   |             |
| 25 | Tre anni dopo gli eventi narrati nei precedenti episodi, Pai e Jacky son diventati rispettivamente attrice e pilota di formula indy molto affermati, richiesti e pieni di ammiratori. Akira continua insanabile nei suoi allenamenti di arti marziali per poter affrontare in maniera amichevole Kagemaru. Tutti e tre vengono improvvisamente attaccati da un gruppo di ninja con la stessa tecnica di combattimento di quest'ultimo, facendo capo ad Onimaru. Akira batte uno dei suoi sottoposti, ma precipita in un burrone dopo una scorrettezza finale dell'avversario. |                  |             |
| 26 | La belva sanguinaria 「地獄から来た男! その名は鬼丸!」 - jigoku kara kita otoko! sono mei ha oni maru! | 25 aprile 1996   |             |
| 26 | Cresciuto nello stesso villaggio di Kagemaru e rancoroso nei confronti di quest'ultimo per esser diventato capo-villaggio di Hagakure al suo posto, Onimaru, convinto della legge del più forte sia nella vita sia nelle arti marziali affronta Akira dimostrandosi un temibile avversario. Dopo che lo scontro si conclude senza vincitori, Leon Rafalle raggiunge lo stesso Akira, Pai e Jacky rivelando loro di essere di una lista segreta. Vi è inclusa anche Sarah, e i quattro corrono in America per metterla in guardia. |                  |             |
| 27 | La lista segreta 「砕け散る友情!? 晶対ジャッキー」 - kudake chiru yūjō!? aki tsui jakki | 2 maggio 1996    |             |
| 27 | Sarah viene attaccata dai ninja di Onimaru e viene salvata da Akira, Pai, Jacky, Leon e Kagemaru. Il giorno dopo Sarah e Leon si dirigono all'università per indagare sulla società del padre di lui e per scoprire chi stia dando loro la caccia. Kagemaru tiene un colloquio in privato con Jacky dicendogli che i ninja hanno tentato di rapire Sarah di nuovo, ritenendo responsabile Akira di ciò per avergli impedito il giorno precedente di annientarli. La ragazza pero è salva. Jacky si scaglia contro di lui, ritenendo ingiusto tale atteggiamento nei confronti degli avversari. I due poi si chiariscono. Nel frattempo, Sarah e Leon riescono ad intrufolarsi nel database della Rafalle Company, il padre Vandoll se ne accorge e manda il suo esercito privato per riportare suo figlio a casa, in quanto corre un grave pericolo. |                  |             |
| 28 | Leon è in pericolo 「迫る巨大な影! リオン危うし」 - semaru kyodai na kage! rion abunau shi | 9 maggio 1996    |             |
| 28 | L'Organizzazione che vi è dietro Onimaru e la Rafalle si accorge della violazione del database della compagnia francese e blocca l'accesso, impedendo a Sarah e Leon di indagare sulla lista segreta. Incaricano poi Onimaru di eliminarli per aver tentato di scoprire di più sul progetto. Alle loro dipendenze vi è anche Eva Durix, scampata all'incendio di tre anni prima. Si muove anche l'esercito privato della Rafalle per poter riportare a casa Leon e salvarlo. All'interno di una palestra scolastica, il colonnello Moreno rivela ad Akira e gli altri dell'Organizzazione che vuole eliminare Leon, così potente da controllare tutto, la Rafalle compresa. Fa irruzione poi il falso Kagemaru che in realtà è Onimaru, e tutto spiega perché in precedenza aveva messo Akira e Jacky uno contro l'altro. Cerca di uccidere sia Akira sia Leon facendogli cadere addosso un gruppo di riflettori sulle loro teste, ma il colonnello Moreno si sacrifica perdendo la vita nel salvarli. Prima di battere in ritirata Onimaru rivela ad Akira che Wolf Hawkfield sarà la sua prossima vittima. |                  |             |
| 29 | Salvate Wolf! 「狙われたリング! ウルフを救え」 - nerawa reta ringu! urufu wo sukue | 16 maggio 1996   |             |
| 29 | Mentre Sarah e Jacky scoprono qualcosa di più sull'Organizzazione che va alla ricerca dei lottatori più forti del mondo, Akira, Pai e Leon partono per Vancouver per salvare Wolf, che nel frattempo viene sfidato in combattimento da Nion, donna combattente nonché luogotenente di Onimaru. Wolf viene distratto dalle immagini mandate sul maxischermo dell'arena che ritrae Akira, Pai e Leon in difficoltà sul treno diretto per il Canada, ma una volta appurato che i tre amici si sono salvati quando raggiungono l'arena, riesce a sconfiggere in maniera netta la sua avversaria. |                  |             |
| 30 | La scelta di Pai 「女優パイ・チェン」 - joyū pai. chien | 23 maggio 1996   |             |
| 30 | Mentre Sarah e Jacky continuano a scavare di più sul progetto bramato dall'Organizzazione, Pai deve scegliere se girare il suo prossimo film oppure continuare il suo viaggio insieme ad Akira e gli altri amici. |                  |             |
| 31 | Il progetto della discordia 「怒れジェフリー! 非情の罠」 - ikare jiefuri! hijō no wana | 30 maggio 1996   |             |
| 31 | Onimaru rapisce la famiglia di Jeffry facendogli credere che sia stato Leon a farlo in quanto, essendo figlio di Vandoll Rafalle, voglia obbligarlo a cedergli l'isola come già avvenuto in passato. Fa credere poi allo stesso Leon che Jeffry sia uno dei suoi uomini e sia stato lui a mandare in precedenza una lettera di sfida ad Akira. Quest'ultimo, una volta capite le intenzioni di Onimaru dopo un breve periodo di prigionia, corre dai suoi amici per chiarire la situazione, e libera la famiglia di Jeffry. Intanto Kagemaru riesce a fuggire dal luogo ove da tempo è incatenato. |                  |             |
| 32 | La sconfitta di Gao 「生か死か! 鬼丸軍団最後の闘い」 - ika shi ka! oni maru gundan saigo no tatakai | 6 giugno 1996    |             |
| 32 | Stanco per il troppo lungo tempo di prigionia, Kagemaru è in difficoltà contro i ninja di Onimaru, incaricati di riportarlo nel suo covo. Lau Chan accorre in suo aiuto. Akira Pai e Leon nel frattempo, si dirigono dal maestro Shun Di, per conoscere il nascondiglio del loro nemico. |                  |             |
| 33 | La grande sfida 「唸れ魂の拳! 晶対鬼丸!」 - re tamashii no kobushi! aki tsui oni maru! | 13 giugno 1996   |             |
| 33 | Jacky e Sarah scoprono che il progetto dell'Organizzazione è legato a Durral e corrono dai loro amici per informarli. Akira sconfigge Onimaru solo dopo aver tenuto al presente i consigli di Lau, ossia non solo di eseguire in maniera precisa le mosse di arti marziali, ma di sentirsele anche dentro di sé. |                  |             |
| 34 | Durral-Gold: una nuova minaccia 「発動! デュラル最強化計画!?」 - hatsudō! deyuraru saikyō ka keikaku!? | 20 giugno 1996   |             |
| 34 | Grazie ad un apparecchio capace di trasmettere le onde cerebrali di un avversario direttamente a Durral per poi metterle in sincrono, Eva crea un sistema per rendere la sua creazione ancora più potente. Mentre Onimaru si offre a Durral per insegnarle tutte le sue tecniche e le sue emozioni col solo scopo di sconfiggere Akira, Gao, monaco combattente e suo uomo più fidato, trattiene Akira e gli altri per impedire di interrompere il sacrificio del suo padrone. Sarah e Kagemaru giungono nella sala ove si tiene tale esperimento, con Onimaru ormai defunto e la stessa Durral esaurita per il troppo combattimento; ma vengono abbattuti da una nuova e temibile avversaria, Durral Gold. |                  |             |
| 35 | Sfida finale 「最終決戦! 燃え上がれ友情の拳」 - saishūkessen! moeaga re yūjō no kobushi | 27 giugno 1996   |             |
| 35 | Eva è convinta di poter battere Akira grazie alla sua nuova creazione, Durral Gold, capace rispetto al suo vecchio modello di captare le onde cerebrali dell'avversario, mettervisi in sincrono ed acquisire così la stessa essenza del rivale. Akira è in seria difficoltà, ma riesce a metterla a tappeto quando inizia a sentire i pensieri di tutti i suoi amici dentro di lui, come se fossero un'unica entità, e le infligge una sonora sconfitta. Eva, provata da questo fallimento, si suicida in un baratro. La lista segreta dei combattenti rimane nelle mani dell'Organizzazione. |                  |             |

## Sigle
Giapponesi: apertura
- episodi 1-24: Wild Vision, cantata da Kouji Hayashi
- episodi 25-35: Ai ga Tarinaize, cantata da Mitsuyoshi Takenobu

Giapponesi: chiusura
- episodi 1-18: Kuchiburu no Shinwa, cantata da Vivian Hsu
- episodi 19-24: Kyouhansha, cantata da Vivian Hsu
- episodi 25-35: Eien no Mannaka de, cantata da Akiko Seko

Italiane: apertura
- Una stupenda vita, versione italiana di Wild Vision, cantata da Stefano Gialain

Italiane: chiusura
- Coi baci tuoi, versione italiana di Kuchibiru no Shinwa, cantata da Monica Ward

## Accoglienza
Hanami Gumi ha comparato l'anime di Virtua Fighter con il videogioco affermando che è "uno dei migliori anime che ha origini in un videogioco". Nella recensione si legge che la trama non è confusionaria e ha una buona caratterizzazione dei personaggi e anche una buona musica. Asian Stuff ha commentato affermando che erano stanchi dei continui tornei di arti marziali presenti negli anime, e questa serie offriva un qualcosa di nuovo. Davide Landi di MangaForever lo ha classificato come il quinto migliore anime basato su videogiochi picchiaduro.